# سرخس صلب أنتارتيكي
سرخس صلب أنتارتيكي أو سرخس مياه الألب (الاسم العلمي Blechnum penna-marina)، نوع نبات من السرخس وينتمي إلى فصيلة البلخنونية. يمتد موطنه الطبيعي من إقليم أروكانيا إلى الجنوب ومن الساحل إلى خط الأشجار في غابات ماجلان في تشيلي والمناطق المتاخمة للأرجنتين. كما يوجد في نيوزيلندا وأستراليا وبعض جزر المحيط الهادي. إنها نباتات دائمة الخضرة وتنمو حتى 20 سم (8 بوصات).

## معرض الصور

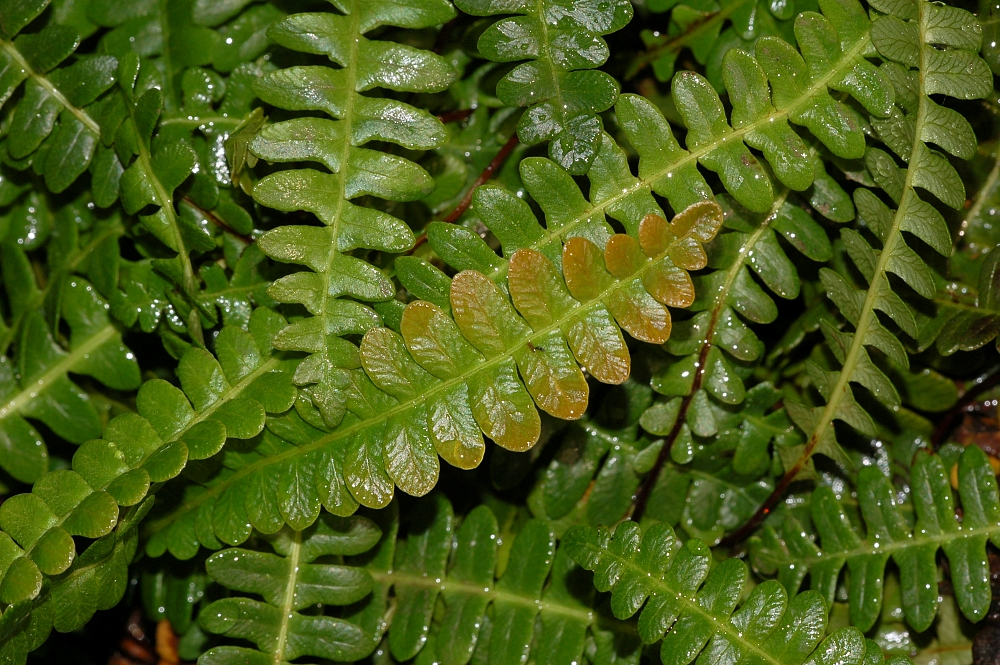
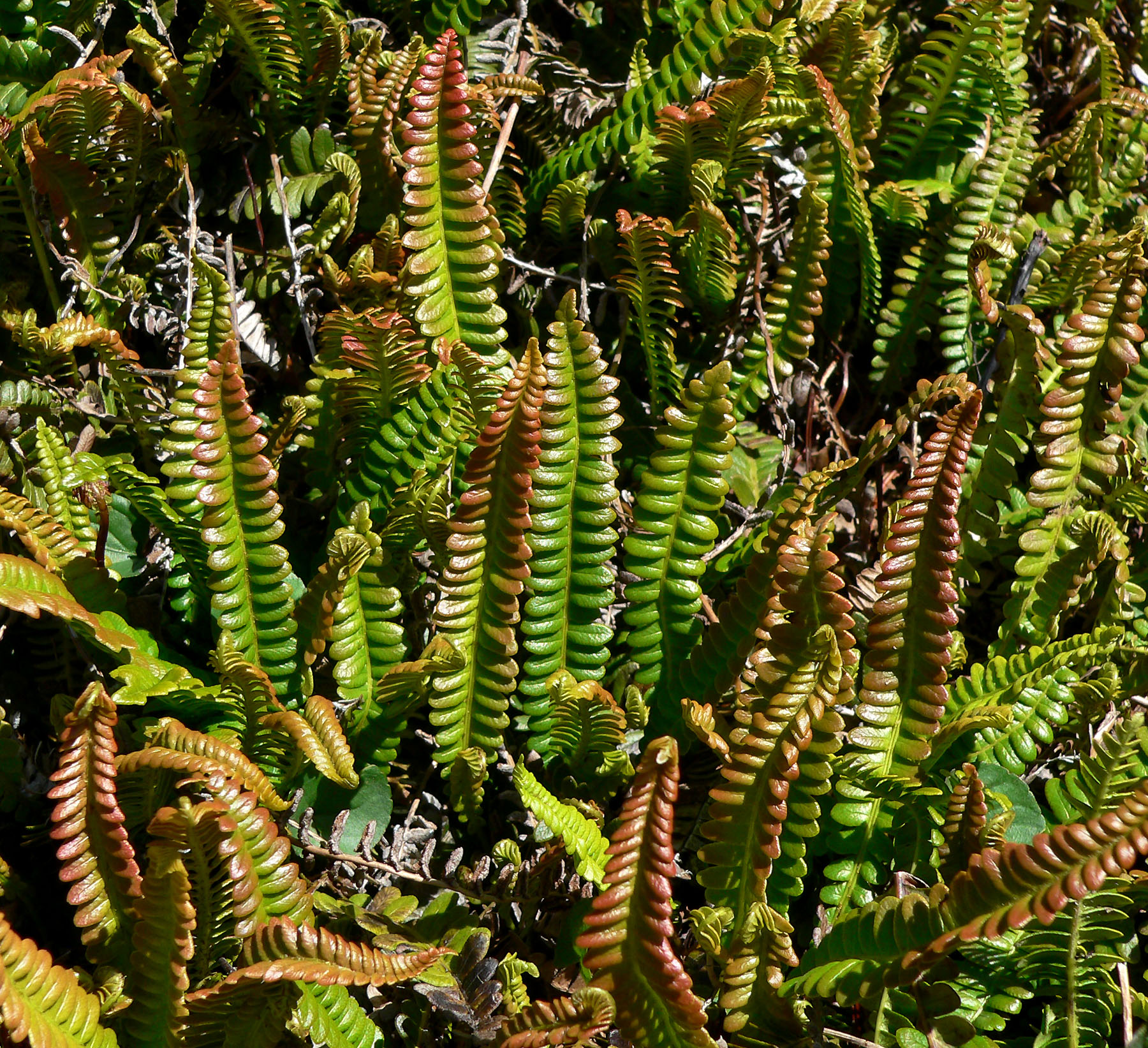
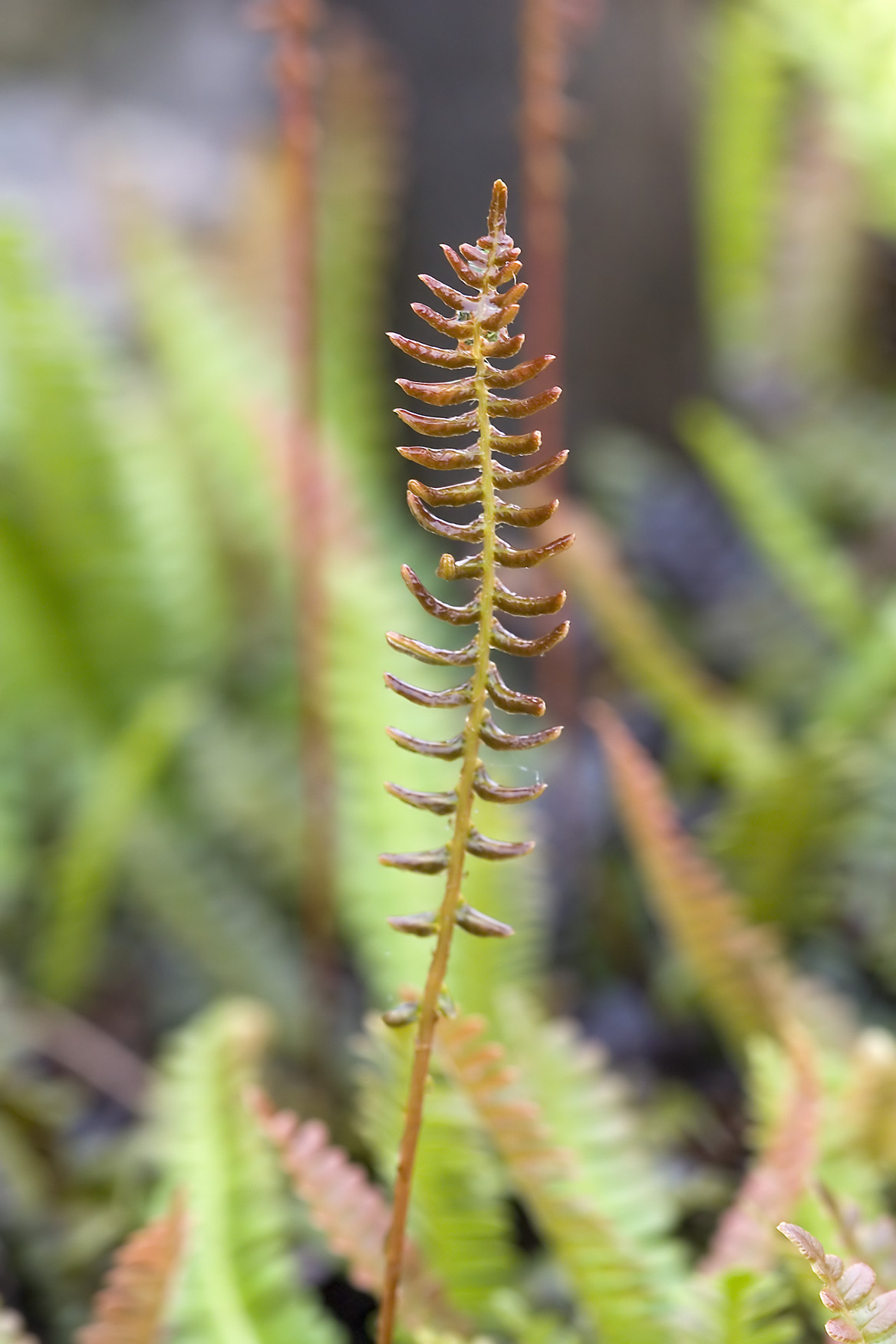
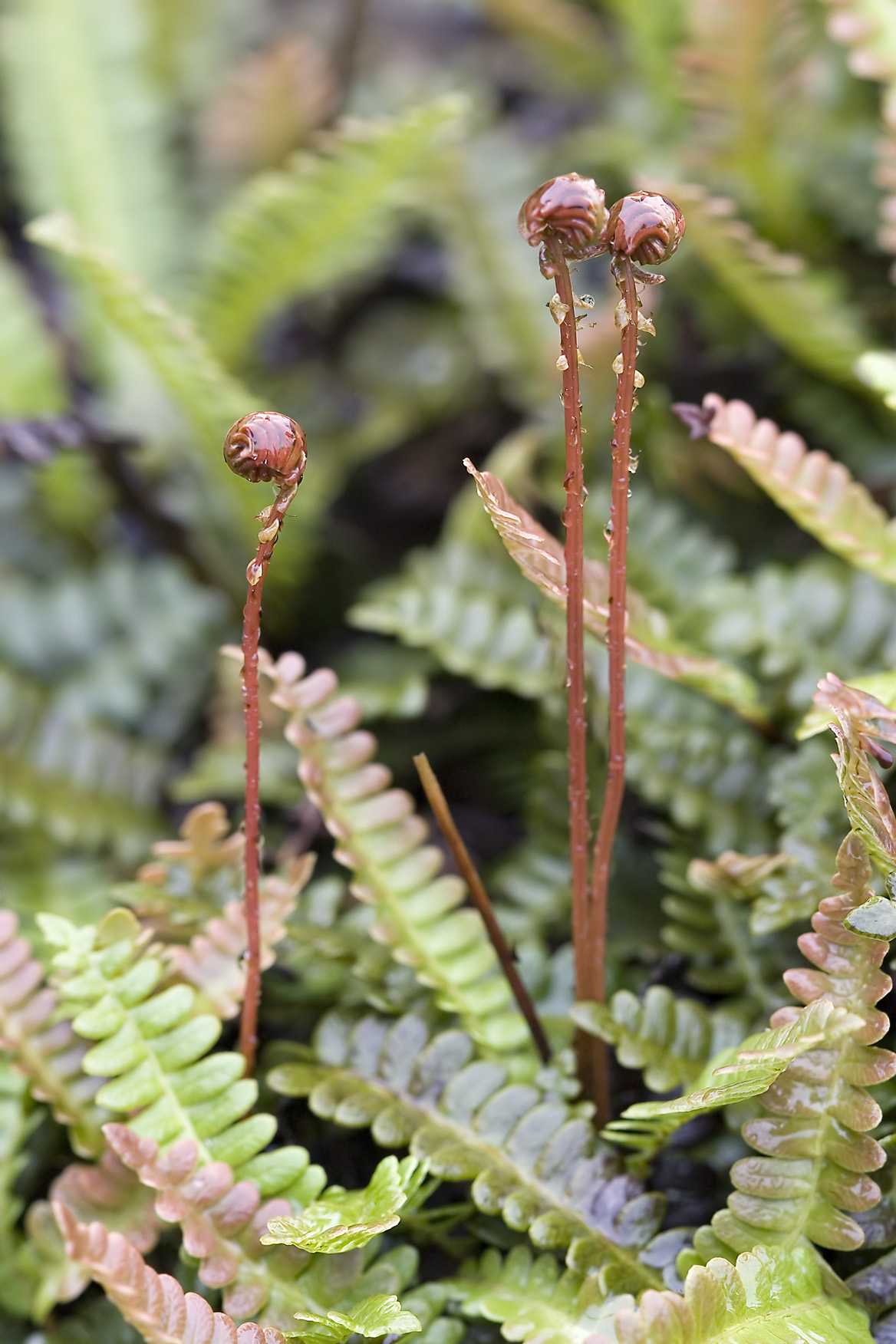
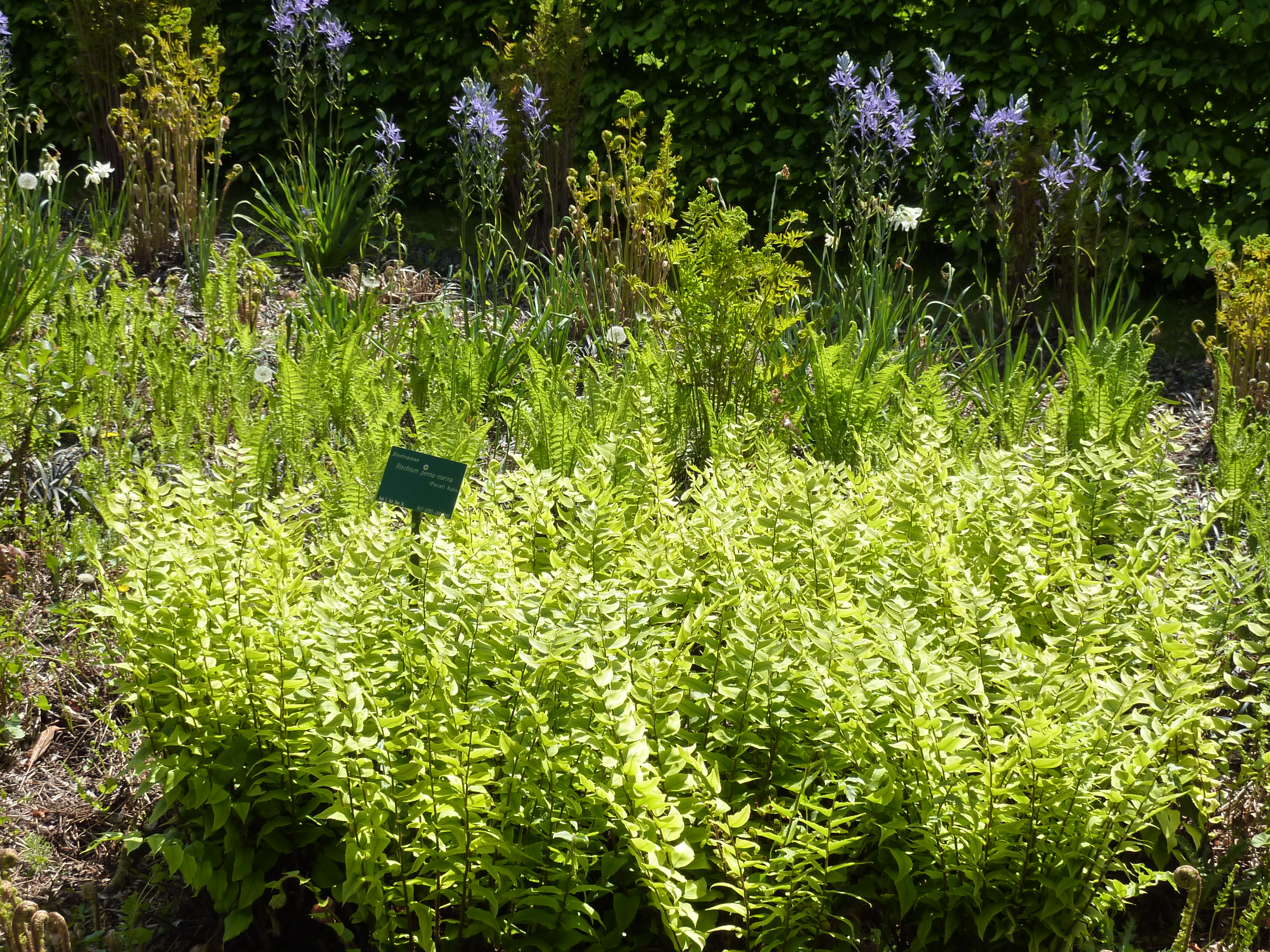
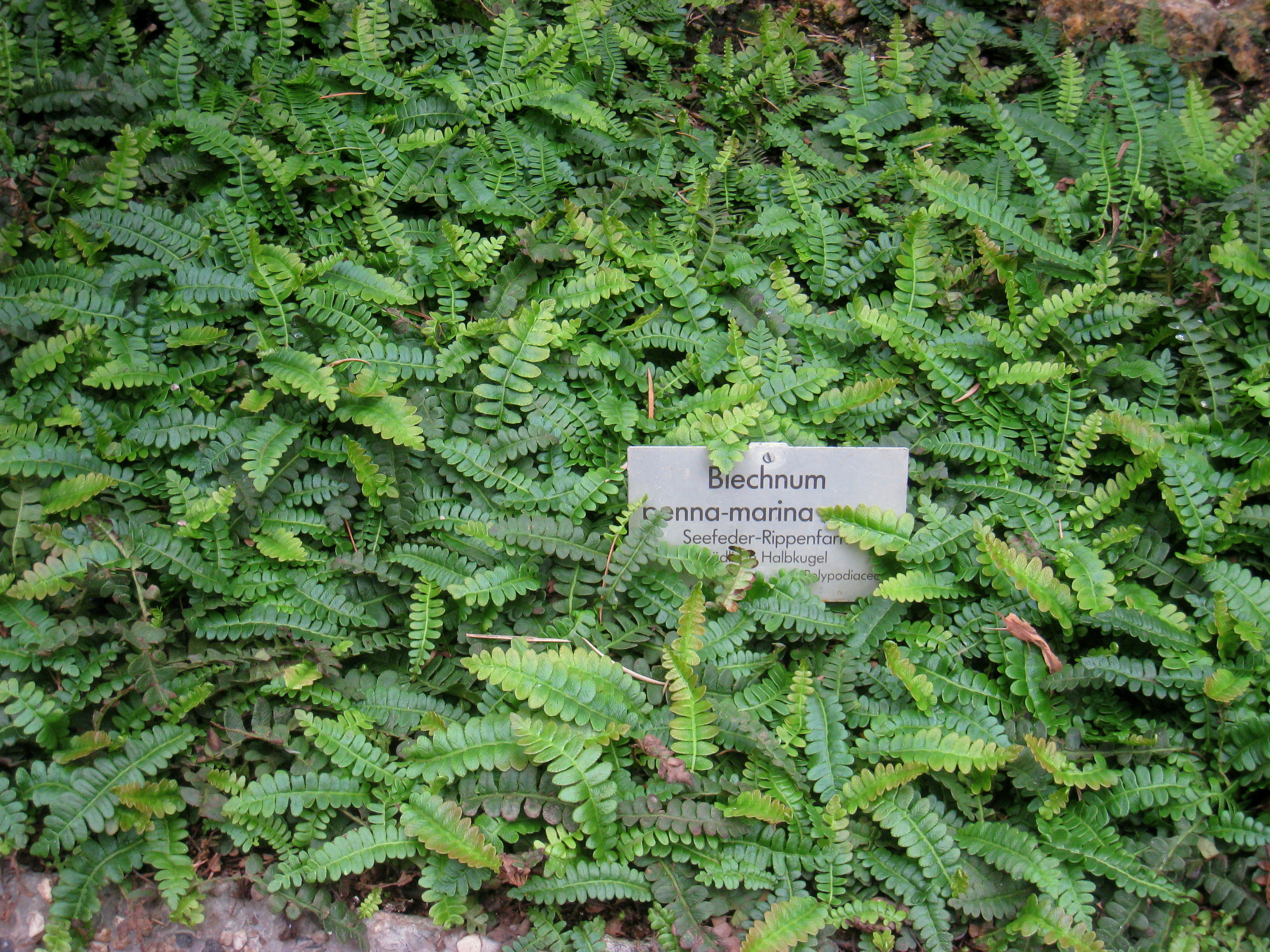